# Blaine Gibson
Pour les articles homonymes, voir Gibson.
Blaine Gibson (11 février 1918, Rocky Ford, Colorado, - 5 juillet 2015, Montecito, Californie) est un animateur et sculpteur qui a travaillé pour le compte des studios Disney puis de Walt Disney Imagineering.

## Biographie
Après des études à l'université du Colorado, il abandonne ses études pour rejoindre les studios Disney et y entre en 1939 en tant qu'intervalliste puis assistant animateur. Il travaille sur de nombreux films tels que Fantasia, Bambi, Mélodie du Sud, Alice au Pays des Merveilles, Peter Pan, La Belle au bois dormant et Les 101 Dalmatiens.
Durant cette période, il prend des cours de sculpture le soir au Pasadena City College et avec un professeur privé, afin de satisfaire sa passion d'enfance. Petit à petit, il réalise des œuvres qu'il expose dans divers lieux de la région. En 1954, alors que Walt Disney travaille d'arrache-pied sur le projet de Disneyland, il se rend à l'une de ces expositions. Gibson avait réalisé des sculptures d'animaux. Disney demande alors à Gibson de rejoindre à mi-temps WED Entreprises afin d'assister à la création du parc.
En 1961, Gibson intègre à plein temps le tout nouveau service des sculptures de WED Entreprises. Il en devient le maître sculpteur et réalise alors de nombreuses figures principalement afin d'"habiller" les audio-animatronics. On lui doit l'Abraham Lincoln de Great Moments with Mr. Lincoln, mais aussi les oiseaux de Enchanted Tiki Room, les présidents de Hall of Presidents, les personnages de Haunted Mansion/Phantom Manor et de Pirates of the Caribbean.
Gibson a pris sa retraite en 1983, mais a servi de consultant sur de nombreux projets comme The Great Movie Ride pour les Disney-MGM Studios (1989) en Floride.
En 1993, il réalise la statue Partners représentant Walt Disney tenant la main à Mickey Mouse et lui montrant quelque chose,. Puis, en 1998 il réalise Sharing the Magic avec Roy O. Disney, assis sur un banc au côté de Minnie Mouse.
Blaine Gibson décède le 5 juillet 2015 à 97 ans à Montecito,,,,,,. Son épouse est décédée en 1998.

## Filmographie
- 1946 : Les Locataires de Mickey
- 1946 : Mélodie du Sud
- 1947 : Figaro and Frankie
- 1947 : Ça chauffe chez Pluto
- 1951 : Défense de fumer
- 1951 : Donald gagne le gros lot
- 1951 : Alice au pays des merveilles
- 1951 : Donald et la Sentinelle
- 1952 : Le Verger de Donald
- 1952 : Tic et Tac séducteurs
- 1952 : Let's Stick Together
- 1952 : La Fête de Pluto
- 1953 : L'Art de la danse
- 1953 : Peter Pan
- 1954 : Casey Bats Again
- 1959 : La Belle au bois dormant
- 1960 : Goliath II
- 1961 : Les 101 Dalmatiens